# 克里斯蒂安·彼泽森
克里斯蒂安·默勒·彼泽森（丹麥語：Christian Møller Pedersen，1889年10月27日—1953年3月22日），丹麦前男子竞技体操运动员。他曾代表丹麦获得1920年夏季奥运会体操比赛男子团体自由式金牌。